# 畠山国氏 (鎌倉時代)
畠山 国氏（はたけやま くにうじ）は、鎌倉時代の武将。畠山泰国の嫡子。

## 生涯
『吾妻鏡』における初見は寛元2年（1244年）8月15日条の「上野三郎国氏」であり、この頃までに元服を済ませていたものとみられる。以降、弘長3年（1263年）8月15日条の「畠山上野三郎国氏」に至るまで26回登場する。尚、「上野三郎」という通称は「上野国国司」の「三郎」であることを示すものであり、上野介であった畠山泰国の「三郎」であったことが窺える。『吾妻鏡』を見る限り、泰国も国氏も、将軍家の供奉人・近習・随兵としての役目や、在関東の御家人としての造営役の負担などの御家人役にその活動は留まっていたらしく、得宗家等の有力者との関係は見出せず、また鎌倉幕府の中枢に配された様子も窺われない。ただし、足利氏の庶流ではあっても、国氏のころの畠山氏は足利宗家からは一応独立した御家人の地位にあったと考えられている。北条義時の妹を祖母とする国氏のその家格は武家儀礼の実態から判断して、他の北条庶流一門の当主の扱いに準じていたとされる。
前述のように、『吾妻鏡』によって泰国の嫡子の名が「国氏」であったことが窺える一方で、『尊卑分脈』や「両畠山系図」（『続群書類従』第五輯上所収）以下の系図類では泰国の子を「時国」と記載する。そのためか、江戸時代の系図集である『寛政重修諸家譜』や『系図纂要』では国氏＝時国、すなわち時国を国氏の改名後の名としている。しかし、『吾妻鏡』に畠山時国の名は一切登場せず、また『尊卑分脈』以下の系図類では畠山高国を時国の子とするが、時国＝国氏の子とすれば、『吾妻鏡』における国氏の終見である弘長3年（1263年）から高国の生年嘉元3年（1305年）まで42年の開きがあるため、両者を父子とみなすことは殆ど不可能であり、その間に1,2代の欠落があると考えられている。また、時国の通称は「畠山三郎太郎」（「畠山三郎」の「太郎」の意）と伝わるため、国氏と時国が同一人物であるかどうかについては検討を要するところである。